# 四羊方尊

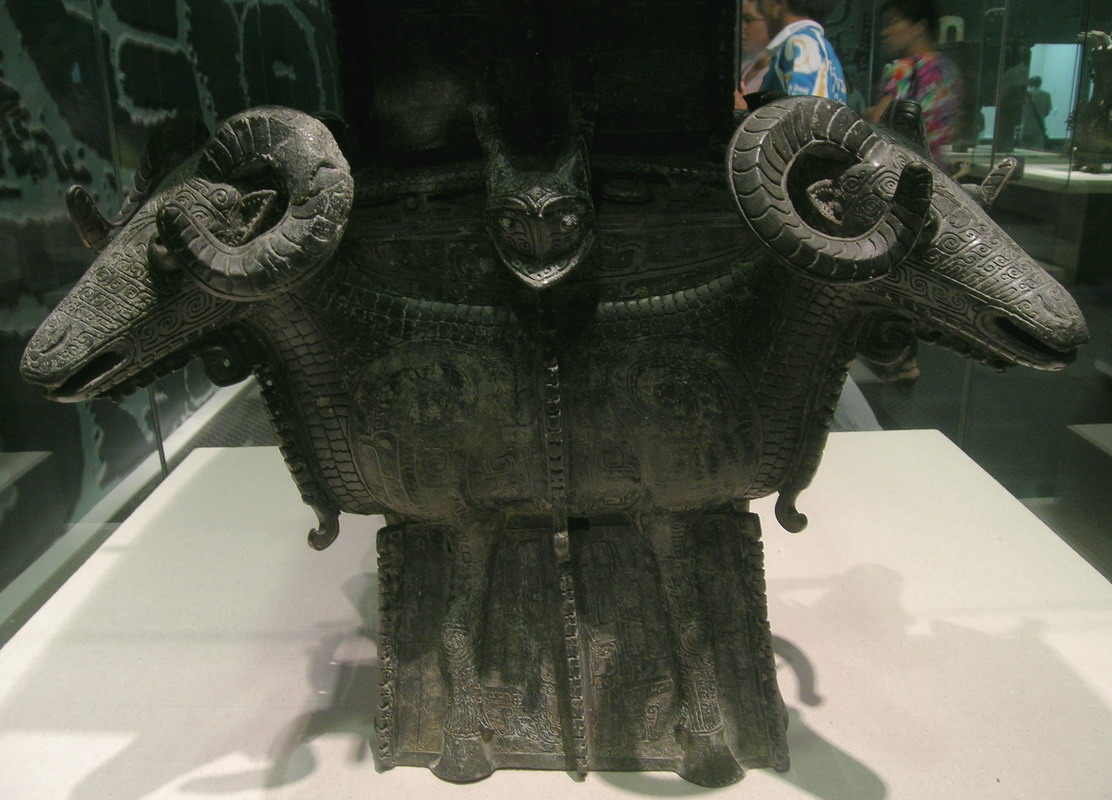
两羊之间的纹饰

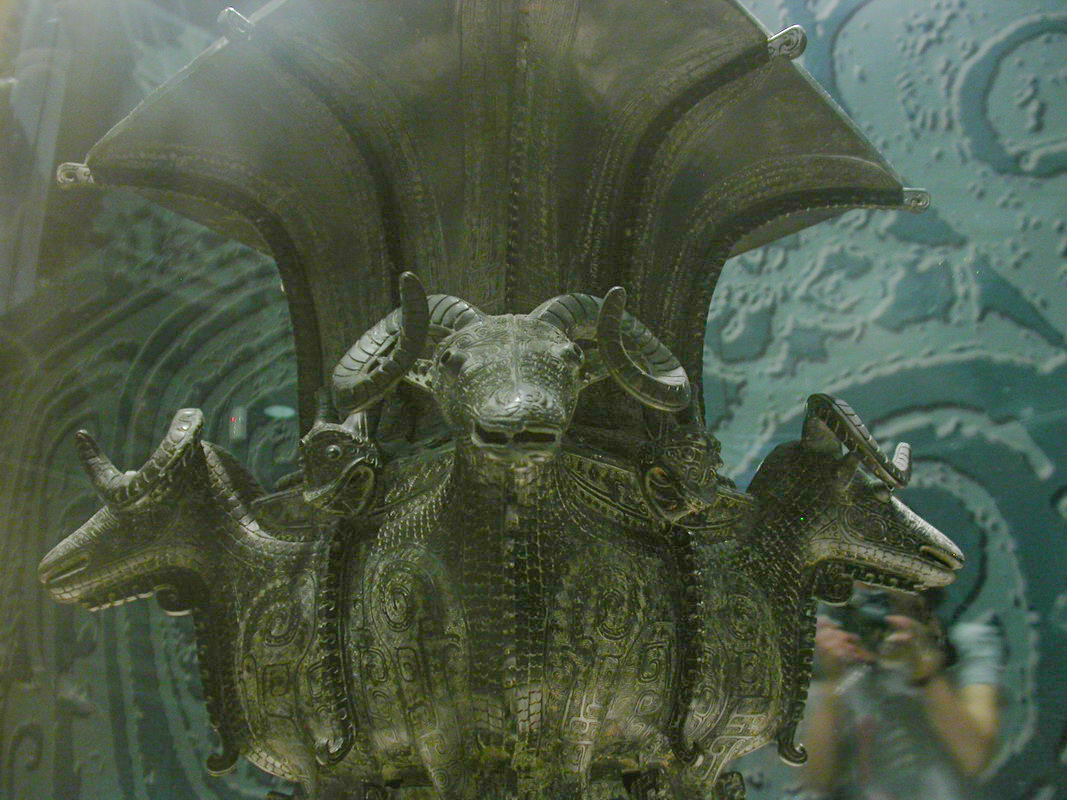
四羊方尊局部

四羊方尊，商代青铜器，是商代方尊中现存最大的一件，其造型独特和工艺精美而堪称国宝。现藏于中国国家博物馆。
四羊方尊的出土地湖南省宁乡县，从二十世纪三十年代开始，出土了大批的青铜器，被称为「宁乡青铜器群」，四羊方尊便是宁乡青铜器群的代表，也是宁乡出土最早的青铜器。
“尊”是一种盛酒器。尊一般为圆形、鼓腹、大口，也有少数方形尊。“尊”，常与“彝”并称成组的青铜礼器，此类器物主要流行于商周时期。

## 出土與收藏
四羊方尊1938年春出土于宁乡县黄材镇月山铺的转耳仑山，姜景舒兄弟锄地时挖出，黄材镇万利山货号的老板以400大洋收购，后他以1万大洋卖出。由于当时有许多湖南出土文物被盜卖出境的案件，政府正在严厉打击盜卖行为，高价购得四羊方尊的四位商人还没来得及到手，就遭当时的长沙县政府派人去文物存放的长沙县靖港镇将文物没收並上繳，后置於湖南银行保管。同年11月12日，长沙发生文夕大火，3000年的古城基本毁灭。四羊方尊在之前随省银行一起迁往沅陵的途中，不幸中弹被炸成十余块。
中华人民共和国成立后，1952年，中央政府派人追查文物下落并在原省银行的仓库中找到碎片，随后复原。1956年，湖南省文管会将四羊方尊移交湖南省博物馆收藏。1959年被调往中国历史博物馆（今中国国家博物馆）展出后，此后四羊方尊就一直留在该馆。
2007年4月由于国家博物馆扩建工程的进行，四羊方尊随着其他的文物一起回到湖南省博物馆展出。这也是48年来四羊方尊第一次回到出土地。

## 器形
四羊方尊高58.3厘米，重约34.5公斤，尊的肩部四角各有一个捲角羊头，其中羊角是先铸成后再合範浇铸而成，因为高超的技术而难见接口，浑然一体。整个器物通体饰繁缛的凤鸟纹、兽面纹、蕉叶纹和云雷纹，纹饰精美。